# Rozkład macierzy
Do wielu zastosowań (zarówno numerycznych, jak i teoretycznych) warto przedstawić daną macierz w postaci iloczynu kilku macierzy o określonych własnościach. Niektóre z poniższych rozkładów uogólniają się na operatory liniowe.

## Diagonalizacja
Diagonalizacja to przedstawienie macierzy {\displaystyle A} w postaci diagonalnej, czyli
{\displaystyle A=PDP^{-1},}
gdzie:
{\displaystyle D} – macierz diagonalna składająca się z wartości własnych,
{\displaystyle P} – macierz odwracalna składająca się z wektorów własnych odpowiadających kolejnym wartościom własnym.
Diagonalizacja działa tylko dla niektórych macierzy kwadratowych (np. symetrycznych i hermitowskich).
Macierz, którą można zdiagonalizować nazywamy macierzą diagonalizowalną.

## Rozkład Jordana
Rozkład Jordana to przedstawienie macierzy {\displaystyle A} w postaci Jordana, czyli
{\displaystyle A=PDP^{-1},}
gdzie:
{\displaystyle D} – macierz składająca się z klatek Jordana odpowiadającym kolejnym wartościom własnym,
{\displaystyle P} – macierz odwracalna; zawiera jeden wektor własny dla każdej klatki Jordana.
Jeśli macierz {\displaystyle A} jest diagonalizowalna, to jej postać Jordana jest równa postaci diagonalnej.

## Rozkład wartości osobliwych
Rozkład wartości osobliwych (nad {\displaystyle \mathbb {R} }) to przedstawienie macierzy {\displaystyle A} w postaci
{\displaystyle A=U\Sigma V^{T},}
gdzie:
{\displaystyle \Sigma } – macierz diagonalna zawierająca kolejne wartości osobliwe,
{\displaystyle U} i {\displaystyle V} – macierze ortogonalne.
Rozkład wartości osobliwych macierzy symetrycznej pokrywa się z rozkładem diagonalnym.
Jeśli mamy do czynienia z macierzą nad ciałem liczb zespolonych {\displaystyle \mathbb {C} ,} to
{\displaystyle A=U\Sigma V^{*},}
gdzie:
{\displaystyle \Sigma } – macierz diagonalna zawierająca kolejne wartości osobliwe,
{\displaystyle U} i {\displaystyle V} – macierze unitarne.
Zaś rozkład wartości osobliwych macierzy hermitowskiej pokrywa się z rozkładem diagonalnym.

## Rozkład LU
Rozkład LU to przedstawienie macierzy {\displaystyle A} w postaci
{\displaystyle A=LU,}
gdzie:
{\displaystyle L} – dolna macierz trójkątna,
{\displaystyle U} – górna macierz trójkątna.

## Rozkład Choleskiego
Rozkład Choleskiego (nad {\displaystyle \mathbb {R} }) to przedstawienie dodatniej macierzy symetrycznej {\displaystyle A} w postaci
{\displaystyle A=LL^{T},}
gdzie:
{\displaystyle L} – dolna macierz trójkątna.
Rozkład Choleskiego (nad {\displaystyle \mathbb {C} }) to przedstawienie dodatniej macierzy hermitowskiej {\displaystyle A} w postaci
{\displaystyle A=LL^{*},}
gdzie:
{\displaystyle L} – dolna macierz trójkątna.

## Rozkład biegunowy
Rozkład biegunowy to przedstawienie macierzy {\displaystyle A} w postaci
{\displaystyle A=UR,}
gdzie:
{\displaystyle U} – częściowa izometria,
{\displaystyle R} – macierz dodatnio określona.